# Luise-von-Duesberg-Gymnasium
Das Luise-von-Duesberg-Gymnasium (LvD) ist ein Gymnasium der niederrheinischen Stadt Kempen.

## Geschichte
Das Gymnasium wurde 1867 als Höhere Töchterschule in Kempen gegründet. Zu Beginn fand der Unterricht im Haus Engerstraße 53 mitten in der Altstadt statt. 1869 zog das von der Ursulinenkongregation von Calvarienberg in Ahrweiler gegründete Gymnasium in das Kloster auf der Mülhauser Straße um. 1875 wurde die Schule dann aufgelöst. 1892 erfolgte durch die Genossenschaft der Schwestern Unserer Lieben Frau zu Mülhausen bei Grefrath die Neugründung. Die staatliche Anerkennung erfolgte 1909. 1938 wurde die Privatschule aufgelöst und in eine staatliche Schule umgewandelt. Zudem änderte sich der Name von höherer Töchterschule in eine Städtische Oberschule für Mädchen. Am 12. März 1938 fand die erste Abiturprüfung statt. Im November 1944 wurde der Schulbetrieb für ein Jahr eingestellt und die Schule zog in ein neues Gebäude, in dem am 15. Oktober 1945 der Unterricht wieder aufgenommen wurde.
1966 zog das nun Städtische Neusprachliche Mädchengymnasium an den jetzigen Standort, die Berliner Allee 42 um. Das vorhandene Gebäude wurde 1977 durch einen Erweiterungsbau vergrößert, bevor die Schule 1980 ihren jetzigen Namen bekam.

### Namenspatron
Namenspatron der Schule ist Luise (ehemals Louise) Caroline Sophie Johanna von Duesberg (* 10. September 1833 in Berlin). Sie war das siebte Kind des 1840 in den Adelsstand versetzten Gerhard Franz Xaver Duesberg aus Borken. Luise wurde am 28. August 1856 in die Ursulinen-Congregation von Calvarienberg bei Ahrweiler als Schwester Mater Hilaria aufgenommen. Sie war Lehrerin für den Elementar- und Höheren Unterricht und von 1860 bis Anfang des Jahres 1867 Noviziatsleiterin. Die Ordenscongregation errichtete in Kempen eine Zweigniederlassung zur Einrichtung einer höheren Töchterschule. Luise wurde nach einer Befähigungsprüfung zur Schulleiterin die Leitung der Schule und der Ordensniederlassung übertragen. Sie übte beide Ämter von 1867 bis 1869 und von 1873 bis 1875 aus.
Unter Luises Leitung unterrichteten die Ordensschwestern nicht nur in der Höheren Töchterschule, sondern auch in der von ihnen eingerichteten Abendschule und in der staatlichen Elementarschule und erfüllten damit den Auftrag der Ordensgründerin Angela von Merici bezüglich der Mädchenbildung und der Hilfe für sozial schwache Kindern und Jugendliche. Nach vielen Jahren als Oberin (auch in einem anderen Kloster in Belgien) lebte Luise von Duesberg im Ursulinenkloster in Boppard und starb dort am 19. Dezember 1904.

## Schule heute
Besonders gefördert werden kulturelle Interessen der Schüler (Kultursplitter/Chöre/Big Bands/Kunst-Projektkurse) sowie mathematisch-naturwissenschaftliche Aktivitäten.
Das LvD wurde als MINT-freundliche Schule ausgezeichnet und nimmt an bundesweiten und internationalen Wettbewerben teil (Känguru Mathematik-Wettbewerb, Jugend forscht, Informatik-Biber). Alle zwei Jahre findet der Technik- und Uni-Informationstag statt. DELF und Cambridge-Examen können abgelegt werden. Das LvD hat mit den United Horns eine Big Band, eine junge Big Band (JubiBand) für die Mittelstufe sowie eine Mini-Big-Band für Klasse 5 und 6. Weiter gibt es mit der Voice Company einen Chor sowie mit den Luise Voices einen Unterstufenchor.
Das Fächerprofil hält in der Oberstufe zahlreiche Kursangebote bereit: neben den Fremdsprachen Englisch, Spanisch, Latein und Französisch werden z. B. auch Informatik und Psychologie angeboten.
In der Mittelstufe bietet die Schule neben den Fremdsprachen auch Kurse zur Nanotechnik, Biologie, Informatik, Wirtschaft, Wirtschaftsenglisch und zur Medienkunde an.
Das breit angelegte, an den Interessen und Neigungen der Schülerinnen und Schüler ausgerichtete Förderkonzept soll die Freude am Lernen und damit auch das Selbstbewusstsein der Schülerinnen und Schüler stärken.

### Schüleraustausch
Schüleraustausch findet statt
- mit dem İstanbul Lisesi[1]
- mit der Partnerstadt Orsay
- mit der Partnerschule in Crown Point, Indiana[2]
- mit dem Tallinna Saksa Gümnaasium (Deutsches Gymnasium Tallinn, Estland)[3]
- mit dem Lorentz Casimir Lyceum, Eindhoven,[4]

## Regelmäßige Veranstaltungen
- Kultursplitter (bis 2016)
- Konzerte der Ensembles
- Technik-Tag
- FINALE (Aufführungstag am Ende des Schuljahres)
- Kulturpunkt (ab 2018)